# Diclorofosfato de 4-metilfenil
Diclorofosfato de 4-metilfenil ou fosforodiclorato de p-cresol é o composto químico orgânico, o éster 4-metilfenil do ácido fosforodiclórico, de fórmula C7H7C12O2P, SMILES CC1=CC=C(C=C1)OP(=O)(Cl)Cl, de massa molecular 223,956071. Apresenta densidade de 1,405 g/cm3, ponto de ebulição de 265,2°C a 760 mmHg e ponto de fulgor 129°C. É classificado com o número CAS 878-17-1 e MOL File 878-17-1.mol.